# Llista d'episodis de The X-Files
Aquesta és una llista de tots els capítols de la sèrie de televisió The X-Files

## Primera temporada (1993-1994)
1. Pilot
2. Deep Throat
3. Squeeze
4. Conduit
5. The Jersey Devil
6. Shadows
7. Ghost in the Machine
8. Ice
9. Space
10. Fallen Angel
11. Eve
12. Fire
13. Beyond the Sea
14. Gender Bender
15. Lazarus
16. Young at Heart
17. E.B.E.
18. Miracle Man
19. Shapes
20. Darkness Falls
21. Tooms
22. Born Again
23. Roland
24. The Erlenmeyer Flask

### The Jersey Devil
"The Jersey Devil" va ser el cinquè episodi de la primera temporada de la sèrie de televisió The X-Files, creada per Chris Carter. L'argument ronda al voltant de l'assassinat d'un rodamón que és molt semblant a un assassinat comès el 1947 porta a Mulder i Scully a una bèstia llegendària en els boscos a prop d'Atlantic City. Aquest episodi va aconseguir una quota de pantalla de 6,6, amb un 12 de share. Fou vista per 6,2 milions de persones. El productor James Wong va ser crític amb l'episodi, dient "Bellament filmat, comença bé però vaig sentir que la història es perdia força fins a la meitat. No anava enlloc: no tenia prou complicacions".

## Artistes convidats
- Claire Stansfield com a diable de Jersey
- Wayne Tippit com a Detective Thompson
- Gregory Sierra com a Dr. Diamond
- Michael MacRae com aRanger Peter Brullet.
- Jill Teed com a Glenna
- Tamsin Kelsey com a Ellen
- Andrew Airlie com a Rob
- Bill Dow com a Papa
- Hrothgar Mathews com a Jack
- Jayme Knox com a Mama
- Scott Swanson com a Oficial # 1
- Sean O'Byrne com a Oficial # 2
- David Lewis com a Oficial joven
- D. Neil Mark com a Oficial S.W.A.T.